# Albert Childs
Albert Childs (sinh ngày 25 tháng 9 năm 1930) là một cựu cầu thủ bóng đá người Anh thi đấu ở vị trí hậu vệ.